# Fritz Schalk
Fritz Schalk (* 17. Januar 1902 in Wien; † 20. September 1980 in Köln) war ein deutscher Romanist und Hochschullehrer österreichischer Herkunft.

## Leben und Werk
Schalk studierte an der Universität Wien (daneben in Leipzig, Marburg und Freiburg i. Br.) bei Karl Bühler, Nikolai Sergejewitsch Trubetzkoy und Elise Richter und promovierte dort 1927 bei Walther Küchler mit einer Arbeit über Pascals Stil. Als Assistent von Küchler habilitierte er sich 1932 an der Universität Hamburg, wurde dann als Außerordentlicher Professor an die Universität Rostock berufen, 1936 aber an die Universität zu Köln versetzt, an der er 1937 Nachfolger des entlassenen jüdischen Institutsdirektors Leo Spitzer und 1941 zum Ordentlichen Professor ernannt wurde. Rufe nach Innsbruck, Hamburg, Wien und München lehnte er ab. Im Jahre 1943 wurde er zum deutschen Direktor des Petrarca-Instituts bestellt.
In Köln war er unter anderem der Anstoßgeber für das 1949 von Italien und Nordrhein-Westfalen erneut gegründete Petrarca-Institut an der Universität zu Köln. 1935 übernahm er von seinem Rostocker Vorgänger Rudolf Zenker die Herausgeberschaft der Zeitschrift Romanische Forschungen – nach seinem Tod fortgesetzt von Wido Hempel – und gründete 1955 die eigene Reihe Analecta Romanica, in der er Werke seiner Doktoranden und Habilitanden sowie Werke von deren Schülern veröffentlichte. Im selben Jahr wurde Schalk ein Mitglied im Wissenschaftlichen Beirat der Sachbuchreihe Rowohlts deutsche Enzyklopädie.
Schalk war Mitglied in der Akademie der Wissenschaften und der Literatur, Mainz, und der Nordrhein-Westfälischen Akademie der Wissenschaften und der Künste, Düsseldorf, sowie korrespondierendes Mitglied der Akademien in Berlin und Wien. Als Leiter des Akademischen Auslandsamtes knüpfte er nach dem Zweiten Weltkrieg erste Austauschvereinbarungen mit Universitäten in romanischsprachigen Ländern. 1973 wurde ihm das Große Verdienstkreuz der Bundesrepublik Deutschland verliehen. 1979 wurde er in den Orden Pour le Mérite aufgenommen.
1970 wurde er emeritiert.

## Schriften (Auswahl)
- Einleitung in die Encyclopaedie der französischen Aufklärung, München: Hueber 1936
- Die französischen Moralisten, Leipzig: Dieterich’sche Verlagsbuchhandlung 1938
- (zusammen mit Walter F. Otto und Carl Friedrich von Weizsäcker) Gian Battista Vico: Vom Wesen und Weg der geistigen Bildung, Bad Godesberg: Küpper 1947; Darmstadt: WBG 1974
- Das Lächerliche in der französischen Literatur des Ancien Régime, Köln: Westdt. Verlag 1954
- „Somnium“ und verwandte Wörter in den romanischen Sprachen, Köln: Westdt. Verlag 1955
- Das Publikum im italienischen Humanismus (Schriften und Vorträge des Petrarca-Instituts Köln 6), Krefeld: Scherpe 1955, Tübingen: Narr [1997]
- Diderots Essai über Claudius und Nero, Köln: Westdt. Verlag 1956
- Spanische Geisteswelt, Baden-Baden: Holle 1957
- (zusammen mit Egon Hartmann, Fritz Rudolf Fries) Celestina, Bremen: Schünemann 1959
- Die französischen Moralisten, Bremen: Schünemann 4. Auflage 1962
- Französische Gedichte aus sechs Jahrhunderten, Bremen: Schünemann, 2. Auflage 1963
- Studien zur französischen Aufklärung, München: Hueber 1964, 2. Aufl. Frankfurt: Klostermann 1977
- Exempla romanischer Wortgeschichte, Frankfurt: Klostermann 1966
- (zusammen mit Wolfgang Iser) Dargestellte Geschichte in der europäischen Literatur des 19. Jahrhunderts, Frankfurt: Klostermann 1970, ISBN 3-465-00578-3
- „Praejudicium“ im Romanischen, Frankfurt: Klostermann 1971
- Die französischen Moralisten I. La Rochefoucauld, Vauvenargues, Montesquieu, Chamfort, DTV 1984, ISBN 3-423-06026-3
- Die französischen Moralisten II. Galiani, Rivarol, Joubert, Jouffroy, DTV 1984, ISBN 3-423-06027-1